# USS Roanoke (CL-145)
USS Roanoke (CL-145) – amerykańskie lekki krążownik, zwodowany już po zakończeniu II wojny światowej będący jednym z dwóch ukończonych i przyjętych do służby krążowników typu Worcester.
Matką chrzestną okrętu była Julia Ann Henebry, okręt został uroczyście wcielony do służby 4 kwietnia 1949 roku w Filadelfii. Pierwszym dowódcą krążownika został kapitan John D. Kelsey.

## Służba
Po wejściu do służby Roanoke odbył rejs po Morzu Karaibskim w celu zgrania załogi, a następnie wziął udział w manewrach na Atlantyku. 6 stycznia 1950 roku popłynął na Morze Śródziemne aby dołączyć do 6 Floty. W maju tego samego roku powrócił do Stanów Zjednoczonych. W 1952 roku krążownik odwiedził porty Europy i Karaibów mając na pokładzie kadetów marynarki wojennej. W latach 1951 – 1955 krążownik pływał po Morzu Śródziemnym w składzie 6 Floty, w maju 1955 roku "Roanoke" zakończył swoją ostatnią szóstą turę w jej składzie. 22 września 1955 roku krążownik opuścił Norfolk i został skierowany na Pacyfik. Operując w składzie 7 Floty odbył dwie tury służby na Oceanie Spokojnym i 9 rejsów szkoleniowych. 31 października 1958 roku okręt został przeniesiony do rezerwy a 22 lutego 1972 roku został sprzedany na złom.